# Acontia hortensis
Acontia hortensis is een vlinder van de familie van de uilen (Noctuidae). De wetenschappelijke naam van deze soort is voor het eerst voorgesteld door Charles Swinhoe in een publicatie uit 1885.
De soort komt voor in Iran, Pakistan, Saudi-Arabië, Jemen, Soedan, Eritrea, Ethiopië, Somalië en Kenia.